# NGC 1802
NGC 1802 – gromada otwarta znajdująca się w gwiazdozbiorze Byka. Odkrył ją William Herschel 7 grudnia 1785 roku. Jest położona w odległości ok. 6,8 tys. lat świetlnych od Słońca.